# Al-Kattānī
Muḥammad ibn Jaʿfar ibn Idrīs al-Kattānī (en arabe : محمد بن جعفر بن محمد بن علي الكتاني) (né en 1858 à Fès et mort en 1927), dit Al-Kattānī ou Al-Kettānī, est un intellectuel soufi marocain, promoteur du Panislamisme et opposé à la Colonisation française.

## Biographie
Al-Kattānī est issu d'une famille de lettrés islamiques de Fès, la confrérie Kattānīyya, fortement marquée par la tradition religieuse d'Ibn Arabi. Son père, Jafar bin Idriss, est le Cheikh al-Islam et le conseiller du sultan Hassan ben Mohammed (de 1873 à 1894). Il consacre ses premiers travaux à la jurisprudence islamique et à l'histoire locale, rédigeant notamment un imposant dictionnaire historico biographique des personnalités locales, le Salwat al-anfās, qui inspire de nombreux ouvrages similaires ailleurs dans le Maghreb. 
Opposé à l'Occupation française du Maroc, il dénonce les compromissions du sultan Moulay Hafid et s'installe à Médine en 1907, où il rencontre des intellectuels et soufis venus de tout le monde musulman. Il retourne au Maroc pour se joindre à la révolte du frère du sultan, mouvement soutenu par son cousin Mohamed ibn Abdelkabir al-Kettani. Après l'échec de ce soulèvement, il retourne à Médine en 1910, dénonçant le fait que des musulmans se trouvent dirigés par des « infidèles ».
Dans des circonstances incertaines, probablement expulsé par les autorités ottomanes, il part s'établir à Damas. Après la Première Guerre mondiale, il participe aux luttes contre le Mandat français et, tout en restant fidèle à sa foi soufie, s'intéresse au panislamisme et au renouveau de l'islam, seuls moyens selon lui de permettre aux musulmans de se libérer de la domination chrétienne. La confrérie Kattānīyya, sous sa direction, devient un foyer de propagande encourageant les musulmans à conserver les pratiques traditionnelles, prière, port du turban et de la barbe, et à éviter les contacts avec les chrétiens. Il est en contact avec l'émir Ahmed Sharif El-Senussi, réfugié en Turquie près de la frontière syrienne d'où il encourage la lutte contre le colonisateur. Un rapport français de 1923 note : « Cheik Kattani a commencé par recruter des adhérents dans tous les grands centres syriens. La majeure partie des ‘ulama’ des villes syriennes se sont ralliés à la secte et ont entraîné, ipso facto, les grandes sociétés religieuses et philanthropiques musulmanes dont l’influence sur les masses est incontestable. ». 
Il soutient également la révolte des Senoussis contre la colonisation italienne en Libye. À la fin de sa vie, il retourne au Maroc où il enseigne à l'université Al Quaraouiyine. Son enterrement, selon certains témoignages, est un des plus grands qu'on ait jamais vus à Fès. Au cours de sa vie, il rédige 83 ouvrages consacrés notamment aux Oulémas vénérés de la région de Fès et à leurs pèlerinages, pratique qu'il justifie à partir de la jurisprudence et de l'enseignement soufi.
Son fils Driss Kettani, né en 1922 et universitaire dans le Maroc indépendant, est lui aussi un lettré islamique et un opposant à la colonisation française.